# Al Jazirah (Sudan)
Al-Jazirah (arabisk: لاية الجزير; oversat: al-Jazirah, 'øen') er en af Sudans 15 delstater (wilayat) og ligger syd for hovedstaden Khartoum, i vinkelen mellem Blå og Hvide Nil. Befolkningen udgjorde 2.796.330 indbyggere i 2006 på et areal på 23.373 km2.
Den administrative hovedby er Wad Medani.
Efter, at Sennardæmningen i Den Blå Nil var blevet anlagt, kunne omkring 10.000km2 af delstatens overflade kunstvandes, og al-Jazirah producerer størstedelen af Sudans langfibrede kvalitetsbomuld. Desuden dyrkes her blandt andet durra, hvede, ris, jordnødder, sukkerrør og grøntsager.

## Administrativ inddeling
Delstaten er inddelt i syv mahaliyya:
1. Al Gazira East
2. Al Gazira South
3. Al Hasahisa
4. Al Kamlin
5. Al Managil
6. Um Algora
7. Wad Madani Al Kobra